# Forte de São Luís da Praia de Fora
O Forte de São Luís da Praia de Fora localizava-se no final da antiga praia de Fora, no caminho que levava ao Norte da ilha de Santa Catarina, à altura da atual Praça Lauro Müller, em Florianópolis, no litoral do estado de Santa Catarina, no Brasil.

## História
Destinado a complemento da defesa do Forte de Santana do Estreito e do Forte de São Francisco Xavier da Praia de Fora (erguidos entre 1761 e 1765), esta nova estrutura também tinha a função de defender o acesso à Vila de Nossa Senhora do Desterro, atual Florianópolis, e dificultar a atracação de pequenas embarcações de contrabandistas, freqüentes à época devido à existência de um córrego para aguada no local (Córrego das Lavadeiras).
Foi erguido a partir de 1771, no governo do tenente Francisco de Sousa e Meneses (1765-1775), com projeto do Sargento-mor Francisco José da Rocha (BOITEUX, 1912:237. apud: CABRAL, 1972:13. 1770, por Francisco José da Rosa, cf. SOUZA, 1885:125), autor do projeto da Bateria de São Caetano da Ponta Grossa (1765).
Na iconografia do Ajudante de Infantaria com exercício de Engenheiro, José Correia Rangel (Plano para servir de demonstração dos lugares fortificados da Ilha de Santa Catarina, 1786. in: RANGEL, José Correia. Defesa da Ilha de Santa Catarina e do Rio Grande de São Pedro. Ministério da Guerra, Lisboa), a bateria de canhões e o Paiol da Pólvora aparecem situados junto às muralhas, com o Quartel da Tropa, a Casa do Comandante e a Cozinha, localizados numa única edificação mais afastada da praia. Segundo CABRAL (1972), o forte teria sido armado com cinco peças de ferro, uma de calibre 8 libras e quatro de 6 (op. cit., p. ___; quatro, cf. SOUZA, 1885:125).
O Forte de São Luís, juntamente com o Forte de São Francisco Xavier, também localizado na praia de Fora, foi vendido em hasta pública: o primeiro, a 2 de dezembro de 1839 e o segundo a 31 de agosto de 1841. A venda permitiu a demolição dos prédios ao preço de 202$000 réis, "preço menor do que valia a cantaria de seus portões" segundo críticos da época (CABRAL, 1972). Alguns historiadores acreditam que ambas as fortificações e outras, como a Bateria de São Caetano, foram demolidas no contexto da Revolução Farroupilha (1835-1845), com o receio de que a cidade caísse em poder dos revolucionários republicanos, e que estes delas se servissem para melhor conservá-la (PAIVA, 1873).
Com a demolição do forte, no início do século XIX, adaptou-se ali uma fonte pública, transformando o local em um largo e posteriormente em uma praça, onde atualmente encontra-se o busto de Lauro Müller.
Distante cerca de dois quilômetros do centro histórico de Florianópolis, pode-se chegar a esta praça de automóvel, ônibus ou barco, devendo-se neste caso, desembarcar no Trapiche Municipal da Beira-Mar Norte, e caminhar ao longo da orla no sentido Centro/Norte da ilha.